# U.S.S.ディファイアント
- スタートレック
  - 宇宙大作戦 > U.S.S.ディファイアント NCC-1764
  - スタートレック:エンタープライズ > U.S.S.ディファイアント NCC-1764
  - スタートレックに登場した宇宙船のクラス一覧 > コンスティテューション級 > U.S.S.ディファイアント NCC-1764

- スタートレック
  - スタートレック:ディープ・スペース・ナイン > U.S.S.ディファイアント NX-74205
  - スタートレックに登場した宇宙船のクラス一覧 > ディファイアント級 > U.S.S.ディファイアント NX-74205

U.S.S.ディファイアント（U.S.S. Defiant）はアメリカのSFドラマ『スタートレック』シリーズに登場する架空の宇宙艦である。
劇中には同じ名を持つが姿の違う2隻のディファイアントが登場する。すなわち23世紀のU.S.S.ディファイアントNCC-1764と、その後継船である24世紀のU.S.S.ディファイアントNX-74205である。
ただし「ディファイアント」という名の艦として通常想起されるのは後者のNX-74205であり、『スタートレック』シリーズにおいて異色の「惑星連邦所属の戦艦」として知られる（惑星連邦は戦闘目的の宇宙艦を作らないため）。

## U.S.S.ディファイアント NCC-1764
- クラス：コンスティテューション級
- 艦長：不明
- 登場作品：『宇宙大作戦（TOS）』『スタートレック:エンタープライズ（ENT）』『スタートレック:ディスカバリー（DIS）』

23世紀の連邦宇宙艦で、主人公ジェイムズ・カーク船長のU.S.S.エンタープライズNCC-1701と同型艦・コンスティテューション級宇宙艦の1隻。シリーズを飛び越えて登場することが顕著な艦で、『TOS』第64話「異次元空間に入ったカーク船長の危機」と、『ENT』第94話、第95話「暗黒の地球帝国」、『DIS』第10話「我の意志にあらず」、第11話「内なる狼」、第12話「大それた野心」に登場。ただし『DIS』においては、言及とディスプレイ表示のみの登場である。

### 経歴

#### 23世紀に消失（宇宙大作戦）
2256年時点ではセクター006をパトロールする任務に就いていた（『DIS』での言及）。
2268年、NCC-1764はソリア連合（ソリア人は身体がクリスタルでできている特殊な種族）の領域付近で空間の位相転移に巻き込まれ、さらにクルー全員が狂気に陥り互いに殺し合ってしまうという異常事態となる。3週間後、NCC-1764の捜索に来たU.S.S.エンタープライズNCC-1701に発見されるが、NCC-1764はその場で出現と消失を繰り返し、最終的には艦ごと消滅し行方不明となってしまう。

#### 22世紀の鏡像宇宙への時空移動（スタートレック:エンタープライズ）
NCC-1764の消失は「鏡像宇宙」と呼ばれる平行宇宙の、さらには時間を遡った22世紀のソリア人による陰謀で、約100年前の並行宇宙へ時空移動したNCC-1764はソリア人に拿捕される。一方で22世紀鏡像宇宙のテラン帝国のI.S.S.エンタープライズNX-01のジョナサン・アーチャー中佐はソリア人に雇われた異星人から情報を買い、このNCC-1764の存在を知る。
アーチャーは反乱軍鎮圧の武力を得るためソリア領へ侵入し、多大な犠牲を払いつつもこれを奪取することに成功した。このNCC-1764の確保によりテラン帝国はフェイザー、光子魚雷、防御シールド、高速ワープドライブなどの約100年後の技術を手にすることとなる。これらの技術の性能は22世紀当時のフェイズ砲、空間魚雷、防御プレートとは比較にならない威力で、NCC-1764はバルカン艦やI.S.S.アヴェンジャーNX-09をいとも簡単に撃破する。アーチャーはさらにNCC-1764の力を利用して皇帝の座を狙うが、ホシ・サトウに毒殺され、彼女が新たな皇帝を自称した。
この22世紀当時のテラン帝国はバルカン人やテラライト人らの反乱にあい劣勢の状況にあったが、23世紀の技術を手にしたテラン帝国は反乱を一気に制圧し、その後の鏡像宇宙での絶対的な支配権を確立する。

#### 23世紀の鏡像宇宙（スタートレック:ディスカバリー）
NCC-1764はその後もテラン帝国によって運用され続け、船体のいたるところに改装が施されていた。
一方で2255年ごろ（NCC-1764が消失する約10年前）を舞台とする『DIS』第10話では、U.S.S.ディスカバリーNCC-1031が胞子転移ドライブの失敗で、テラン帝国最盛期の鏡像宇宙に迷い込む。クルーは回収したクリンゴン艦のデータコアから100年前に時空移動したNCC-1764の存在を知り、マイケル・バーナム専門官、アッシュ・タイラー保安主任、ガブリエル・ロルカ船長は帰還手段の獲得に役立つであろうNCC-1764の情報を得るため、I.S.S.シェンジョウNCC-1227に乗りこむ。
バーナムは、鏡像宇宙ではクリンゴンがバルカン、アンドリア、テラライトらを取りまとめ、テラン帝国に対する反乱勢力を作っていることに衝撃を受ける。またテラン帝国皇帝の正体が、元の宇宙ではすでに死亡した元上官のフィリッパ・ジョージャウ船長であったことに愕然とする。
I.S.S.シェンジョウで得られたNCC-1764の情報は不十分であり、ロルカ船長とバーナムはジョージャウ皇帝の宮廷艦I.S.S.カロンに乗りこむ。バーナムはジョージャウ皇帝とのやりとりで、NCC-1764は時空移動の際にクルー全員が発狂して死亡したため、帰還の役には立たないことを知る。クルーの死因は不明であるが、『DIS』シーズン3において時間と並行宇宙の両方を飛び越えた人間が激痛とともに死に至る事象が確認されている。

### ライブラリーコンピュータ
NCC-1764のコンピュータにはこちらの世界のジョナサン・アーチャーやホシ・サトウの経歴も記録されていた。映像に一瞬映るだけであり見切れている部分もあるが、公開された全文では「『新スタートレック』で登場したアーチャー4号星の名前はジョナサン・アーチャーに由来し、さらに『ENT』第4話「風が呼んだエイリアン」に登場した無名の惑星である」ことや「ホシ・サトウは『TOS』第13話で語られる『殺人鬼コドス』の事件で命を落とした」ことを読み解くことができ、後世シリーズの世界と関連したことが書いてある。アーチャー4号星に関しては『ENT』第79話「ヒーロー達の帰還」にて、北極星のすぐ横にあることをアーチャー本人が述べており、おおぐま座（北斗七星）の一部であるというライブラリーの内容と合致している。
『DIS』のテラン帝国においては、このライブラリーの内容は極秘となっている。フィリッパ・ジョージャウ皇帝は並行宇宙の惑星連邦の存在を脅威に感じていた。
【宇宙艦隊経歴ファイル】　ジョナサン・アーチャー
【識別番号】　SA-022-9237-CY
【退役時の階級】　提督　宇宙艦隊司令部参謀長
【職務経歴】　　エンタープライズNX-01船長：2150～2160年　　アンドリア大使：2169～2175年　　連邦評議員：2175～2183年　　惑星連邦大統領：2184～2192年
【出生地】　地球　北アメリカ大陸　ニューヨーク北部
【両親】　ヘンリー・アーチャー、サリー・アーチャー
高名なワープドライブ研究者ヘンリー・アーチャーの息子。ジョナサン・アーチャーは宇宙艦隊初となるワープ5での航行が可能な宇宙艦エンタープライズNX-01の船長に任命された。探検家として、また平和の使者として、惑星連邦で彼の名を知らぬ者はいない。エンタープライズの先駆的な航海は、アーチャーの時代の地球人が知らなかった何十もの星の子供たちが学校で学んでおり、後の歴史家ジョン・ギルは彼のことを「22世紀の最も偉大なる探検家」と絶賛した。彼はその生涯で数回の勇敢勲章、スタークロス賞、プレンタレス・リボン賞、惑星連邦名誉表彰といった数々の褒賞を受けた。また2164年にアンドリア人のシュラン将軍により、アンドリア防衛軍の名誉士官にも選ばれた。アーチャーはその栄誉を称えられてガンマトライアンギュリ星域のアーチャー星とおおぐま座61番星のアーチャー4号星の、2つの惑星の名前になった唯一の地球人である。アーチャー4号星はこの有名な探検家が最初に発見したMクラス（地球タイプ）惑星であったが、その惑星は大気中に含まれる毒性花粉のため22世紀中は居住ができなかった。しかし2200年代初頭に花粉への対抗策が発見され、今日アーチャー4号星には7億人を超える人々が暮らしている。2245年、彼はニューヨーク北部の自宅で静かに息を引き取った。初めて「エンタープライズ」と命名された惑星連邦宇宙艦、U.S.S.エンタープライズNCC-1701の命名式に出席した翌日のことだった。
【宇宙艦隊経歴ファイル】　ホシ・サトウ
【識別番号】　SA-037-0198-CL
【退役時の階級】　少佐
【職務経歴】　エンタープライズNX-01通信士
【出生地】　地球　日本列島　京都
ホシ・サトウは2129年7月9日、日本の京都のサトウ家の次女として生まれ、宇宙艦隊初のワープ5での航行が可能な宇宙艦エンタープライズNX-01において通訳や儀典を担当する通信士を務めた。30代後半に宇宙艦隊を除隊し、宇宙言語の翻訳マトリックスを完成させる。彼女のマトリックスによる宇宙翻訳機は、今日の連邦宇宙艦でも使用されている。しかし残念なことにホシと彼女の家族は、2246年にタルサス4号星で亡くなった4000人の犠牲者の中に含まれることになる。外来の病原菌に由来する食糧不足が深刻な問題となり、当時のコドス知事は他のコロニーを救うため彼女を含む入植者の虐殺を命じた。その後、彼女は夫のタカシ・キムラと共に地球の京都に埋葬された。

## U.S.S.ディファイアント NX-74205
- クラス：ディファイアント級
- 活動期間：2371年-2375年
- 建造場所：ユートピア・プラニシア造船所
- 艦長：ベンジャミン・シスコ中佐（72話で大佐に昇格）
- 登場作品：『スタートレック:ディープ・スペース・ナイン（DS9）』

通常「ディファイアント」という名の艦で連想されるのはこちらのNX-74205である。『DS9』第47話「ドミニオンの野望（前編）」から登場し、最終話の第176話まで『DS9』シリーズを象徴する主役艦となる。ディファイアント級宇宙艦は「護衛艦（Escort vessel）」と分類されているが、実際には戦闘を目的に作られた異色の連邦艦である。
『DS9』シリーズは当初、辺境の宇宙ステーションDS9を舞台にした「Trek（探索）」しないスピンオフ的なスタートレックであり、宇宙を移動する際もランナバウトと呼ばれる大型のシャトルクラフトを利用していた。しかしシーズン3以降は方針転換され、ガンマ宇宙域の好戦的種族ドミニオンとの宇宙戦争物語へとシフトしていく（ライバル番組の『バビロン5』との兼ね合いから）。そのためストーリーの展開上、主人公のベンジャミン・シスコ中佐たちに強力な宇宙艦の配備が望まれ、「宇宙艦隊がボーグとの交戦を想定して作った艦」という設定の戦艦が与えられることになった。
この艦には他の連邦艦のような第1船体（円盤部）、第2船体（推進部）という区分がなく、ワープナセル全体が船体と密着している独特の形状をしており、また非常に小型で4デッキしかないことが最大の特徴である。これは「ワープナセルがない」というコンセプトのもと、デザイナーのジム・マーティンが異星人の貨物船用に描いたデザインが連邦艦としてリファインされたためで、「連邦艦仕様の化粧をしているが、それまでの艦とは明らかに異質」といった印象を上手く表現している。

### 概要
NX-74205はユートピア・プラニシア・フリート・ヤードで建造され、宇宙基地ディープ・スペース・ナイン（DS9）に配属された。惑星連邦史上初の戦闘を主目的として建造された戦艦である。元々は対ボーグ用の新戦術兵器開発の一環として開発が進められた艦であったが（ベンジャミン・シスコ中佐も開発に関わっていた）、ボーグの脅威が薄まったことと、小型な船体に対してパワーが大きすぎ常に自壊の危険があるという欠陥のため計画は中断され、当艦は完成後ずっとドックに格納されたままであった。しかしその後、ガンマ宇宙域からの侵略者であるドミニオンの脅威への対策として、ガンマ宇宙域へのワームホールに近い前哨基地DS9にディファイアントが配属され、さらに同級艦の量産がされることになった。
戦闘を主目的とした宇宙艦のさらに試作であるため、武装やエンジンが強力な反面、内装は極端に簡素化されており、艦長室や会議室、ホロデッキもなく、医療室すら簡略化され、とても十分な設備とは言い難かった。乗員は他艦のような個室ではなく簡易な居住設備である二段ベッドを使用する。艦内は狭く船窓もないため、さながら潜水艦のようである。しかしこの無駄や贅沢を一切排した質実剛健な艦の造りはクリンゴン艦のそれに近く、地球人に評判が悪い反面、クリンゴン人のウォーフ少佐は逆にこれを気に入り、DS9に係留中のディファイアントに任務時以外でも寝泊りしていた。ただしジャッジア・ダックス少佐によれば、それでもクリンゴン戦艦に比べたらディファイアントは五つ星ホテルであるらしい。
なお登録番号の「NX」は試作艦を意味していて、その後建造された同じディファイアント級のU.S.S.ヴァリアントNCC-74210、U.S.S.サンパウロNCC-75633には正式な「NCC」が付けられている。サンパウロは第174話で、第2次チントカ星系攻防戦でドミニオン・ブリーン同盟軍の攻撃により破壊されたディファイアントの後継として新たにDS9に配備された。その際、ロス提督からの特別措置により船名を「ディファイアント」と改称されてドミニオン戦争の最終戦闘でドミニオン軍と戦った。この時、船名だけでなく船体登録番号もNCC-75633からNX-74205に変更されているが、エンタープライズのように消失した船と区別するための「NX-74205-A」とはならなかった。
2401年の時点で退役しており、エイサン・プライム軌道上にある艦隊ミュージアムに保管、展示されている。

### 欠陥
試作段階であったこの艦には運用当初から欠陥が数多く目立ち、マイルズ・オブライエン機関主任を悩ませ続けた。ディファイアントの欠陥は「小型の船体に対して、エンジンや武器のパワーが強力すぎる」ことにすべてが起因し、試験航行ではエンジンパワーを最大出力にしただけで危うく自爆しそうになるという、問題外の扱いづらさがあった。また船体の一部が損壊しただけで艦全体が危険になるといった脆弱性や、まったく別のシステムが同じパワーリレーを共有しているなど、他のシリーズの主役艦のU.S.S.エンタープライズDやU.S.S.ヴォイジャーのように完成された船とは言い難いものであった。その他欠点としては船内の狭さ、ホロデッキがないことによるU.S.S.ヴォイジャーのような高度なシミュレーション訓練ができない点等が挙げられる。
しかしながらオブライエン機関主任の数々の工夫や改造によってディファイアントは徐々にその欠陥を克服していき、戦闘の最前線で持ち前の強力なパワーを最大限に活かせるようになっていった。
また鏡像宇宙の地球人が、盗み出したディファイアントの設計図から同じ艦を建造したものの思うように動かせず、途方にくれていた場面もあった（『DS9』第92話「鏡合わせのジェニファー」）。そのため、仕様書や設計図外のオブライエンによる職人技があって初めて充分に機能する艦といえ、宇宙艦隊アカデミーを卒業していない下士官（少尉より下）であるオブライエンが多くの上級士官らから尊敬される要因ともなった。

### 機動力
戦闘艦であるディファイアントは船体サイズに対して強力なクラス7のワープドライブ・エンジンを持つものの、そのワープコアのパワーはワープコイルだけでなく武器である主砲パルスフェイザーにも直結しているせいか、長時間にわたって安全に高速ワープをすることは不得手であるようである。そのため長期間の深宇宙探査を目的として設計されたU.S.S.エンタープライズDやU.S.S.ヴォイジャーのようにワープ9.6（光速の1909倍）やワープ9.9（光速の3053倍）といった速度で長時間航行している場面は見られない。『DS9』第149話「待っている女」では救難信号に答え、最大ワープ速度で向かうも間に合わず、主要武器のパワーをワープエンジンや構造維持フィールドに迂回させて、やっとワープ9.5にまで加速した。ただし、この強力なエンジンに限定的なバーストを行えば、瞬間的にはワープ9.982まで達することができる。
同型艦のU.S.S.ヴァリアントにいたっては、宇宙艦隊のマニュアルに沿ったエンジン管理では、どうやってもワープ3.2を超える速度が出せなかったが、立ち会ったノーグ少尉はオブライエンが50項目もの安全規約を無視したセッティングをして初めて問題を解決したことに触れ、ディファイアント級宇宙艦の扱いの困難さを示した（『DS9』第146話「過信」）。
しかしながら、インパルスエンジンとスラスターの性能は高く、通常速度下における機動力はすさまじい。小型で扁平な船体を活かし、するどい動きで敵艦の攻撃を避けつつ縦横無尽に旋回し、敵艦の死角から機関銃のようなパルスフェイザーを撃ち込み撃破する姿はさながら航空戦闘機のようである。このような機動力はエンタープライズDやヴォイジャーには見られない。

### 火力
戦闘を目的として作られたディファイアントの武装は非常に強力である。
もっとも使用される武器はワープナセル先端（バサードラムスクープ横）に設置されたパルスフェイザーである。このフェイザーは主機エンジンであるクラス7ワープコアからのプラズマコンジットとメインフェイザー連結器が直結しており、出力が2倍近く向上している。さらに通常のビーム式フェイザーではなく、機関銃のように弾丸状のフェイザーを連射するパルス式のフェイザーであり単位時間当たりの破壊力が格段に大きい。なおディファイアントにはそれ以外にビーム式フェイザー砲が後方に4門、上面に8門、下面に6門ある。
魚雷は反物質弾頭の光子魚雷マーク8とマーク9、および真空エネルギー弾頭たる量子魚雷を搭載している。量子魚雷だけで少なくとも40本以上を搭載しているため、船体規模に対し魚雷格納庫が広く他を圧迫していることが船内の狭さの一因となっている。

### 防御力
防御に関しては通常の防御シールドの他に、デュラニウムの船体外部隔壁に断熱被膜塗装（アブレーティブ装甲）がなされている。アブレーティブ装甲は敵のビームの直撃を蒸発させ熱を拡散し被害を最小限に抑える装甲であり、シールドが消失した状態でもフェイザーの直撃にある程度耐えることが可能である。
また、敵性国家であるロミュラン星間帝国から特例として技術供与された遮蔽装置を搭載している。遮蔽装置は船体を透明偽装する技術であるが、明らかにスパイや戦闘目的であるため惑星連邦はこの技術の開発を禁じ、所持していなかった。この遮蔽装置の使用については当初はロミュラン人の士官が同乗した上でガンマ宇宙域に限られていたが、ドミニオン侵攻後、アルファ宇宙域での使用も認められた。

### デッキ構成
- 第1デッキ：ブリッジ、転送室
- 第2デッキ：転送室、機関室、医療室、食堂、クルー私室
- 第3デッキ：貨物用転送室、
- 第4デッキ：魚雷発射管、ディフレクター盤

### 艦載シャトル
タイプ18シャトルポッド：シャトル01を2機およびタイプ10シャトルクラフト「チャフィー」を搭載。
その他、他の惑星連邦宇宙艦隊所属の宇宙船と同じく、脱出用ポッドも多数搭載されている。

### 制作
デザインはジム・マーティン。シーズン3より参加したプロデューサー兼脚本家のロナルド・D・ムーアにより発案され、スクリプト段階では「装甲した亀」のような形とされていた。元々、デファイアントのデザインは同作品に登場するドナウ級ランナバウトの改造、あるいは大型化したようなものが考えられていたものの、構想の初期段階でそれらが破棄された。その後、あえてそれまでの宇宙艦隊の艦船からは大きくかけ離れたようなデザインを採用することになり、異星人の貨物船として使うはずだったスケッチが、デファイアントのデザインのルーツとなった。なお、草稿ではU.S.S.ヴァリアント（U.S.S.Valiant）という名前だったが、同時並行で企画中だった『スタートレック:ヴォイジャー』の主役艦U.S.S.ヴォイジャー（U.S.S.Voyager）と頭文字の「V」が同じで紛らわしかったため、U.S.S.ディファイアント（U.S.S.Defiant）に変更されたという経緯がある。なお、U.S.S.ヴァリアントは『DS9』第146話「過信」にて、公式に登場している。